# كريت العثمانية
تم إعلان جزيرة كريت (بالتركية العثمانية: كریت)‏ مقاطعة عثمانية (إيالة عثمانية) في 1646، بعد أن تمكن العثمانيون من فتح الجزء الغربي من الجزيرة كجزء من حرب كريت، لكن حافظت جمهورية البندقية علىسيطرتها على العاصمة كاندية، حتى 1669.
شاركت جزيرة كريت في حرب الاستقلال اليونانية، ولكن تم قمع الانتفاضة المحلية بمساعدة محمد علي باشا. ظلت الجزيرة تحت السيطرة المصرية حتى 1840، عندما أعيدت إلى السلطة العثمانية الكاملة. بعد تمرد كريت (1866–1869)، حصلت الجزيرة على قدر كبير من الحكم الذاتي، لكن الانتهاكات العثمانية لقوانين الحكم الذاتي والتطلعات الكريتية للاتحاد النهائي مع مملكة اليونان أدت إلى الثورة الكريتية (1897- 1898) والحرب العثمانية اليونانية (1897). وعلى الرغم من الانتصار العثماني في الحرب، أصبحت جزيرة كريت دولة مستقلة في 1898؛ بسبب تدخل القوى الأوروبية لصالح اليونان واتحدت مع اليونان بعد حروب البلقان.

## التاريخ
خلال حرب كريت، تم طرد جمهورية البندقية من جزيرة كريت على يد الدولة العثمانية. سقطت معظم الجزيرة في السنوات الأولى من الحرب، لكن العاصمة كاندية صمدت خلال حصار طويل استمر من 1648 إلى 1669، وربما كان ثاني أطول حصار في التاريخ، أي أقصر بسنتين من حصار سبتة (1694- 1727). سقطت آخر المواقع البندقية، وهي حصون جزيرة سودا وجرامفوسا وسبينالونجا، في الحرب العثمانية - البندقية (1714–1718).